# Симмонс, Дениз
Е. Дени́з Си́ммонс (англ. E. Denise Simmons) — американский политик, мэр Кембриджа (штат Массачусетс) с 2008 года. Первая открытая лесбиянка-афроамериканка, возглавившая город в США. Член Демократической партии.

## Биография
Симмонс выросла в Кембридже, где окончила местную школу. Позже она получила степень бакалавра наук по социологии в University of Massachusetts Boston, а также степень магистра по психотерапии в Antioch College.
В 1982 году Симмонс открыла собственный бизнес — агентство по страхованию Cambridgeport. Она также была фото-архивариусом и семейным фотографом, организовывала семинары для частных и государственных компаний на местном и национальном уровне, в том числе для государственных школ Кембриджа. За свою деятельность Симмонс заслужила похвалу местной общины.
Симмонс работала мировым судьёй и нотариусом, после чего перешла на государственную службу. В 1992 году она была избрана членом школьного комитета Кембриджа, а в 2002 году стала членом городского совета.
14 января 2008 года Симмонс на заседании городского совета Кембриджа единогласно была избрана мэром города. Она стала первой мэром-афроамериканкой в штате Массачусетс.
После ухода с должности мэра Симмонс продолжает работать в городском совете, где является председателем комитета гражданского единства и сопредседателем комитета по вопросам экономического развития и связей с университетами.